# أندي غورني
أندي غورني (بالإنجليزية: Andy Gurney)‏ هو لاعب كرة قدم بريطاني في مركز الدفاع، ولد في 25 يناير 1974 في برستل في المملكة المتحدة. لعب مع سوانزي سيتي وسويندون تاون ونادي بريستول روفيرز ونادي توركي يونايتد ونادي ريدنغ ونيوبورت كونتي.

## وصلات خارجية
- أندي غورني على موقع قاعدة بيانات كرة القدم.إي يو (الإنجليزية)
- أندي غورني على موقع Soccerbase.com (لاعب) (الإنجليزية)